# Jesús Valenzuela

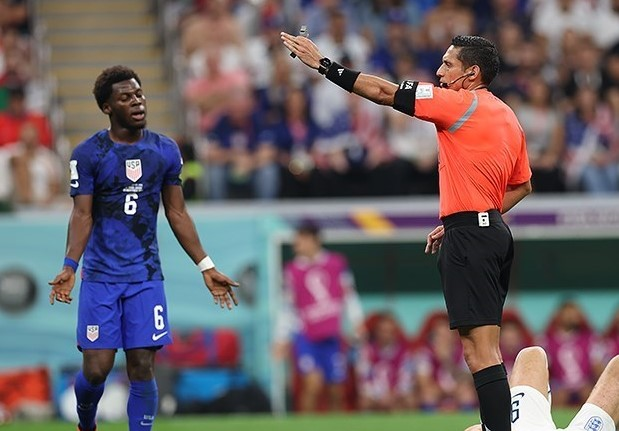
Jesús Valenzuela (rechts) bei der WM 2022

Jesús Noel Valenzuela Sáez (* 24. November 1983 in Acarigua) ist ein venezolanischer Fußballschiedsrichter. Seit 2013 ist er FIFA-Schiedsrichter. Er amtierte unter anderem beim olympischen Fußballturnier 2020 und bei der Fußball-Weltmeisterschaft 2022.

## Werdegang
Valenzuela leitet seit 2011 Spiele in der Primera División – der höchsten venezolanischen Fußballliga. Seit dem Jahr 2013 steht er auf der FIFA-Liste, was ihn zur Leitung internationaler Partien berechtigt. Auf sein internationales Debüt musste er im Anschluss knapp zwei Jahre lang warten, im Februar 2015 pfiff er schließlich die Qualifikationsrundenbegegnung der Copa Libertadores 2015 zwischen Monarcas Morelia und Club The Strongest. Als vorläufige Höhepunkte im Bezug auf internationale Vereinswettbewerbe können seine Einsätze beim Endspiel um die Copa Sudamericana 2020 zwischen CA Lanús und CSD Defensa y Justicia (beide Argentinien, Endstand 0:3) und 2024 (Fortaleza EC gegen LDU Quito, 4:5 n. E.) sowie beim Finalrückspiel um die Recopa Sudamericana 2022 (vergleichbar mit dem UEFA Supercup) zwischen Palmeiras São Paulo und Athletico Paranaense (beide Brasilien, Endstand nach Hin- und Rückspiel 4:2) gelten. Bei der FIFA-Klub-Weltmeisterschaft 2023 vertrat er mit seinem Gespann den südamerikanischen Verband und leitete dort ein Spiel. Ein Jahr später leitete er mit seinem Team das Finale FIFA-Interkontinental-Pokals, in dem sich Real Madrid mit 3:0 gegen CF Pachuca zum ersten Titelträger dieses neu geschaffenen Wettbewerbs krönen konnte.
Sein erstes A-Länderspiel leitete er im März 2016 bei der WM-Qualifikationspartie zwischen Argentinien und Bolivien. Sein erstes „großes“ Turnier erlebte er bei der Copa América 2019, wo er bei einer Vorrundenbegegnung zum Einsatz kam. Für die Copa América 2021 wurde er erneut nominiert, hier standen zwei Spielleitungen – darunter ein Halbfinale – zu Buche. Im gleichen Sommer leitete Valenzuela drei Partien beim olympischen Fußballturnier 2021, unter anderem ein Viertelfinale. Im Mai 2022 berief ihn die FIFA gemeinsam mit seinen Assistenten Tulio Moreno und Jorge Urrego in das Schiedsrichteraufgebot für die Fußball-Weltmeisterschaft 2022. Beim Turnier in Katar leitete er zwei Spiele, darunter ein Achtelfinale.
Im Sommer 2024 erlebte er seine dritte Copa América. Beim Turnier in den USA leitete er zwei Partien der Vorrunde.

## Einsätze

### Olympisches Fußballturnier 2020
| Phase         | Datum         | Spielort | Heimmannschaft | Gastmannschaft | Ergebnis             |
| ------------- | ------------- | -------- | -------------- | -------------- | -------------------- |
| Gruppenphase  | 22. Juli 2021 | Chōfu    | Japan          | Südafrika      | 1:0 (0:0)            |
| Gruppenphase  | 25. Juli 2021 | Kashima  | Rumänien       | Südkorea       | 0:4 (0:1)            |
| Viertelfinale | 3. Aug. 2021  | Rifu     | Spanien        | Elfenbeinküste | 5:2 n. V. (2:2, 1:1) |

### Fußball-Weltmeisterschaft 2022
| Phase        | Datum         | Spielort | Heimmannschaft | Gastmannschaft     | Ergebnis  |
| ------------ | ------------- | -------- | -------------- | ------------------ | --------- |
| Gruppenphase | 25. Nov. 2022 | al-Chaur | England        | Vereinigte Staaten | 0:0       |
| Achtelfinale | 4. Dez. 2022  | Doha     | Frankreich     | Polen              | 3:1 (1:0) |